# Viticoltura in Calabria
La viticoltura in Calabria è l'insieme delle attività di coltivazione di uva e produzione di vino svolte nella regione.

## Storia
La viticoltura in Calabria, iniziò al primo millennio a.C.. La penisola calabrese una volta era abitata dai Bruzi, popolazioni di stirpe indoeuropea che penetrarono in diverse ondate in Italia. I Greci a partire dal 750 a.C., colonizzarono le coste della Calabria, che chiamavano "Enotria" (Terra del Vino). Con le colonie Greche si andarono a creare due tipi di viticoltura, una di origine Italica, all’interno, e l’altra di origine Greca, lungo le coste, con centri di commercio a Crotone, Locri e Sibari. Con l'arrivo dei Romani, si andavano a sostituire i vini greci. Alla fine dell'800, la fillossera portò alla completa distruzione dei vigneti della Calabria. Per molti anni la Calabria ha offerto vini da taglio sia ai produttori italiani che esteri.

## Vitigni

### Autoctoni
La produzione è incentrata per circa 80% su uve a bacca rossa, come il Gaglioppo, il Magliocco, Nerello, Capuccio e Aglianico
| Vitigno          | Bacca  | Descrizione | Immagine |
| ---------------- | ------ | ----------- | -------- |
| Castiglione      | Nera   |             |          |
| Gaglioppo        | Nera   |             |          |
| Greco            | Bianca |             |          |
| Greco Nero       | Nera   |             |          |
| Guardavalle      | Bianca |             |          |
| Guarnaccia       | Bianca |             |          |
| Magliocco canino | Nera   |             |          |
| Magliocco dolce  | Nera   |             |          |
| Marsigliana nera | Nera   |             |          |
| Nocera           | Nera   |             |          |
| Pecorello        | Bianca |             |          |
| Prunesta         | Bianca |             |          |

### Alloctoni
- Cabernet sauvignon
- Merlot
- Chardonnay

## Vini
Ci sono molte varietà di uve in Calabria, ad esempio Nerello Mascalese, Greco Nero, Gaglioppo, Magliocco e Zibibbo. 
Vitigni Antichissimi e coltivati fin dai tempi della Magna Grecia, che danno origine a diversi vini

### DOC

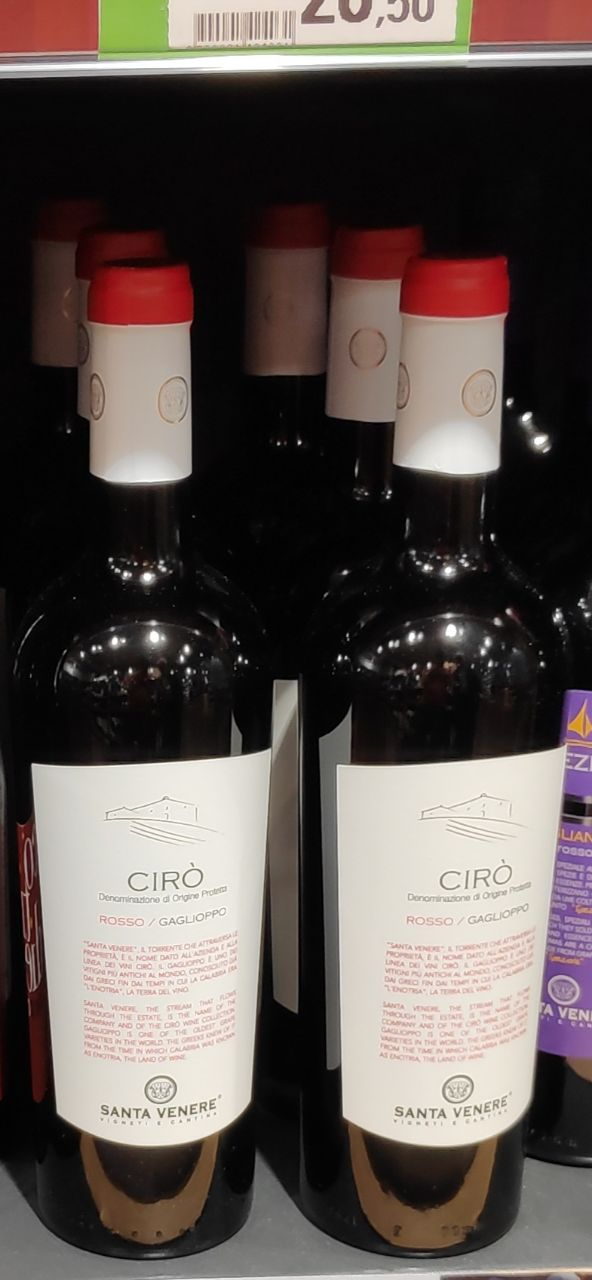
Vino DOP Cirò Rosso Gaglioppo (2019)

- Bivongi (Bianco; Rosato; Rosso nelle tipologie normale, Novello e Riserva) prodotto nelle province di Reggio Calabria e Catanzaro.
- Cirò (Bianco; Cirò bianco classico; Rosato; Rosso; Rosso Superiore; Rosso Superiore Riserva; Rosso Classico; Rosso Classico Superiore; Rosso Classico Superiore Riserva prodotto nei comuni di Cirò e Cirò Marina e in parte nei territori di Melissa e Crucoli. Consentito l'uso della menzione Vigna.
- Terre di Cosenza, accompagnata o no dalle sottozone: Condoleo, Donnici, Esaro, Pollino, San Vito di Luzzi, Colline del Crati, Verbicaro. Consentito l'uso della menzione Vigna. 
  - Condoleo (Rosato nelle tipologie normale e Novello; Rosso nelle tipologie normale e Novello) prodotto nella provincia di Cosenza.
  - Donnici (Bianco; Rosato; Rosso nelle tipologie normale, Novello e Riserva) prodotto nella provincia di Cosenza.
  - Pollino (Rosso nelle tipologie normale e Superiore) prodotto nella provincia di Cosenza
  - San Vito di Luzzi (Bianco; Rosato; Rosso) prodotto nella provincia di Cosenza.
  - Colline del Crati prodotto nella provincia di Cosenza.
  - Verbicaro (Bianco; Rosato; Rosso nelle tipologie normale e Riserva) prodotto nella provincia di Cosenza.
- Greco di Bianco (Bianco) prodotto nella provincia di Reggio Calabria.
- Lamezia (Bianco; Rosato; Rosso nelle tipologie normale, novello e Riserva); con indicazione del vitigno: Greco (Bianco); prodotto nella provincia di Catanzaro.
- Melissa (Bianco; Rosso nelle tipologie normale e Riserva) prodotto nella provincia di Crotone.
- Sant'Anna di Isola Capo Rizzuto rosso o rosato prodotto nelle province di Crotone e Catanzaro.
- Savuto (Rosso nelle tipologie normale e Superiore) prodotto nelle province di Cosenza e Catanzaro.
- Scavigna (Bianco; Rosato; Rosso) prodotto nella provincia di Catanzaro.
- Zibibbo - bianco prodotto nella provincia di Vibo Valentia.

### IGT

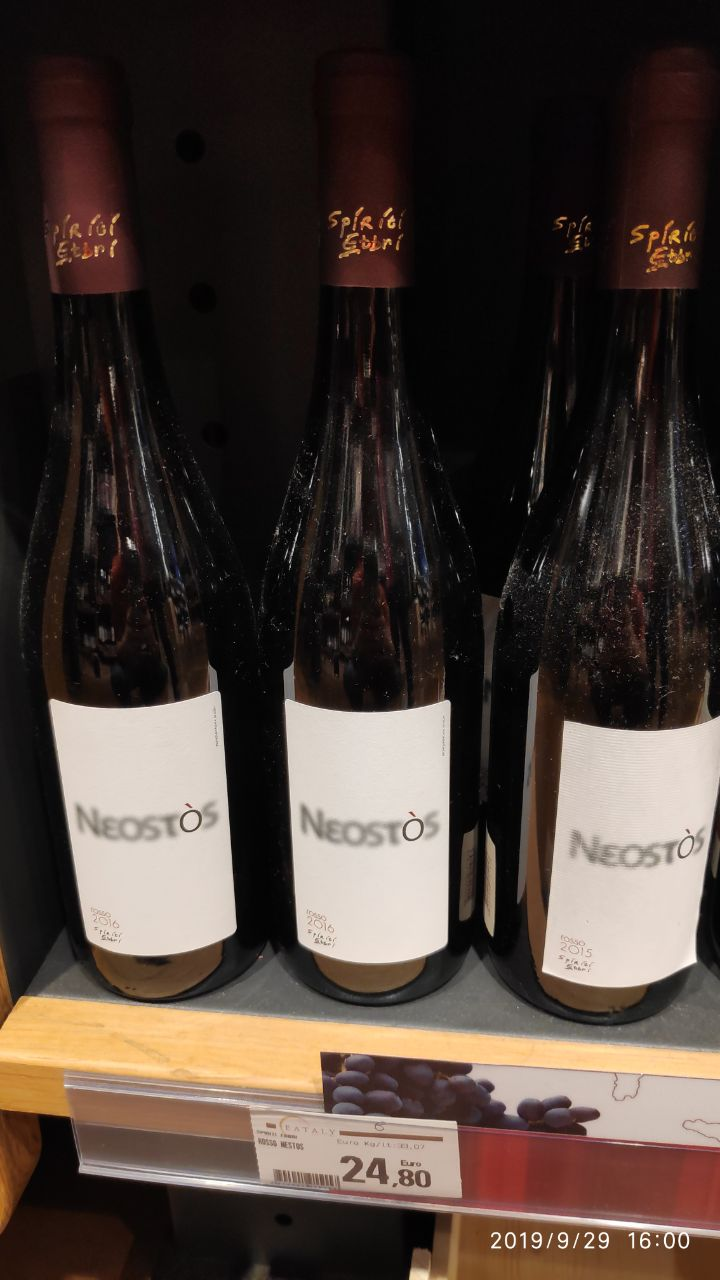
Vino IGP Calabria Neostos Rosso del 2015 (2019)

- Arghillà (Rosato nelle tipologie normale e Novello; Rosso nelle tipologie normale e Novello) prodotto nella provincia di Reggio Calabria.
- Calabria (Bianco nelle tipologie normale, Frizzante e Passito; Rosato; Rosso nelle tipologie normale, Frizzante, Passito e Novello) nell'intero territorio della regione Calabria.
- Costa Viola (Bianco; Rosato nelle tipologie normale e Novello; Rosso nelle tipologie normale e Novello) prodotto nella provincia di Reggio Calabria.
- Esaro (Bianco; Rosato nelle tipologie normale e Novello; Rosso nelle tipologie normale e Novello) prodotto nella provincia di Cosenza.
- Lipuda (Bianco nelle tipologie normale e Frizzante; Rosato nelle tipologie normale e Frizzante; Rosso nelle tipologie normale, Frizzante e Novello) prodotto nella provincia di Crotone.
- Locride (Bianco; Rosato; Rosso nelle tipologie normale e Novello) prodotto nella provincia di Reggio Calabria.
- Palizzi (Rosato; Rosso nelle tipologie normale e Novello) prodotto nella provincia di Reggio Calabria.
- Pellaro (Rosato; Rosso nelle tipologie normale e Novello) prodotto nella provincia di Reggio Calabria.
- Scilla (Rosato; Rosso nelle tipologie normale e Novello) prodotto nella provincia di Reggio Calabria.
- Val di Neto (Bianco nelle tipologie normale Frizzante e Passito; Rosato nelle tipologie normale e Frizzante; Rosso nelle tipologie normale, Frizzante e Passito) prodotto nella provincia di Crotone.
- Valdamato (Bianco nelle tipologie normale Frizzante e Passito; Rosato nelle tipologie normale e Frizzante; Rosso nelle tipologie normale, Frizzante, Passito e Novello) prodotto nella provincia di Catanzaro.

### Altri Vini
- - Moscato di Saracena prodotto nel comune di Saracena.

## Galleria d'immagini

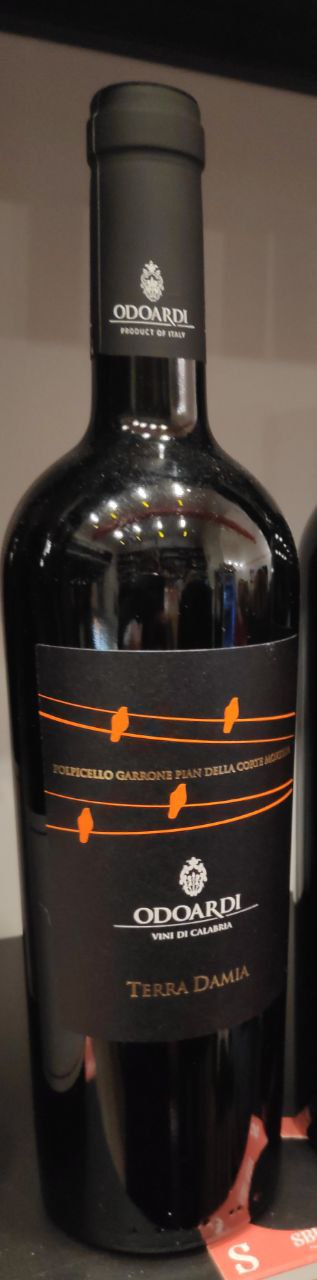
Vino di Calabria - Odoardi - Terra Damia
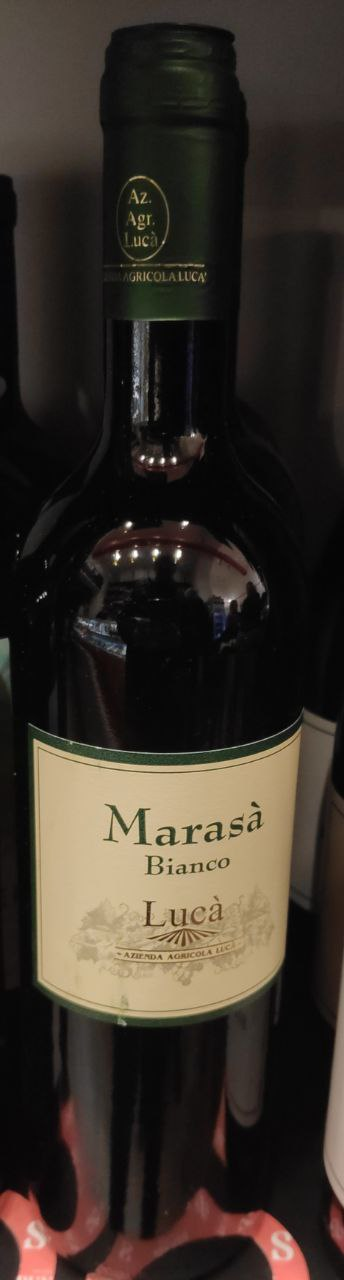
Vino Marasà - Bianco - Cantina Lucà
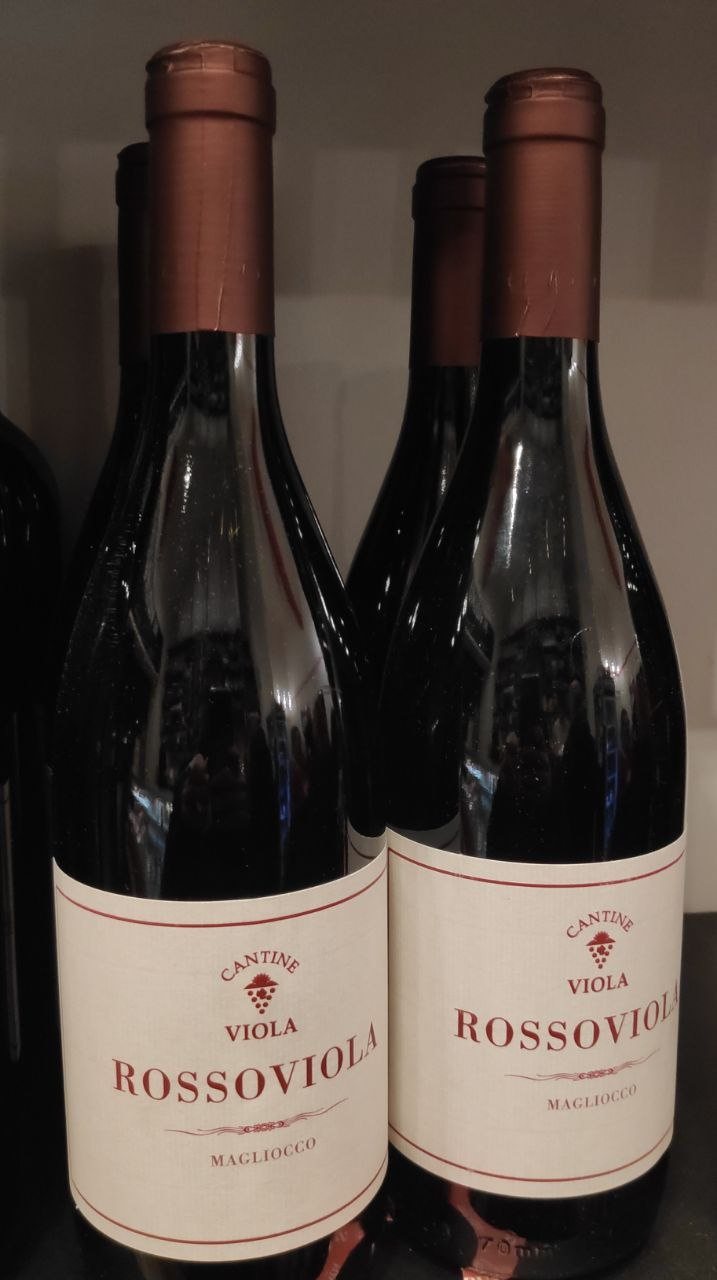
Vino Rossoviola delle cantine Viola - Magliocco